# Gruma
Gruma est une entreprise mexicaine du secteur alimentaire, premier producteur de pâte de maïs et de tortilla, fondée en 1949, et faisant partie de l'Índice de Precios y Cotizaciones, le principal indice boursier de la bourse de Mexico.